# Plagiochila fruticosa
Plagiochila fruticosa là một loài rêu trong họ Plagiochilaceae. Loài này được Mitt. mô tả khoa học đầu tiên năm 1861.